# Gevensleben
Gevensleben là một đô thị của huyện Helmstedt, bang Niedersachsen, Đức. Đô thị này có diện tích 15,14 km².